# Parc national de Daintree
Le parc national de Daintree (anglais : Daintree National Park) est un parc national australien situé à l'extrême nord du Queensland, à 1 500 km au nord-ouest de Brisbane et à 100 km au nord-ouest de Cairns. Il est créé en 1988 et classé la même année au patrimoine mondial en tant que partie des Tropiques humides du Queensland. Il est divisé en deux parties par une zone agricole où se trouvent les villes de Mossman et Daintree.
La plus grande partie du parc est occupée par une forêt tropicale humide. Cette forêt existe en continu depuis plus de 110 millions d'années ce qui en fait probablement la plus vieille du monde.
Le parc contient les gorges de Mossman, le cap Tribulation et le site aborigène des bouncing stones.

## Galerie

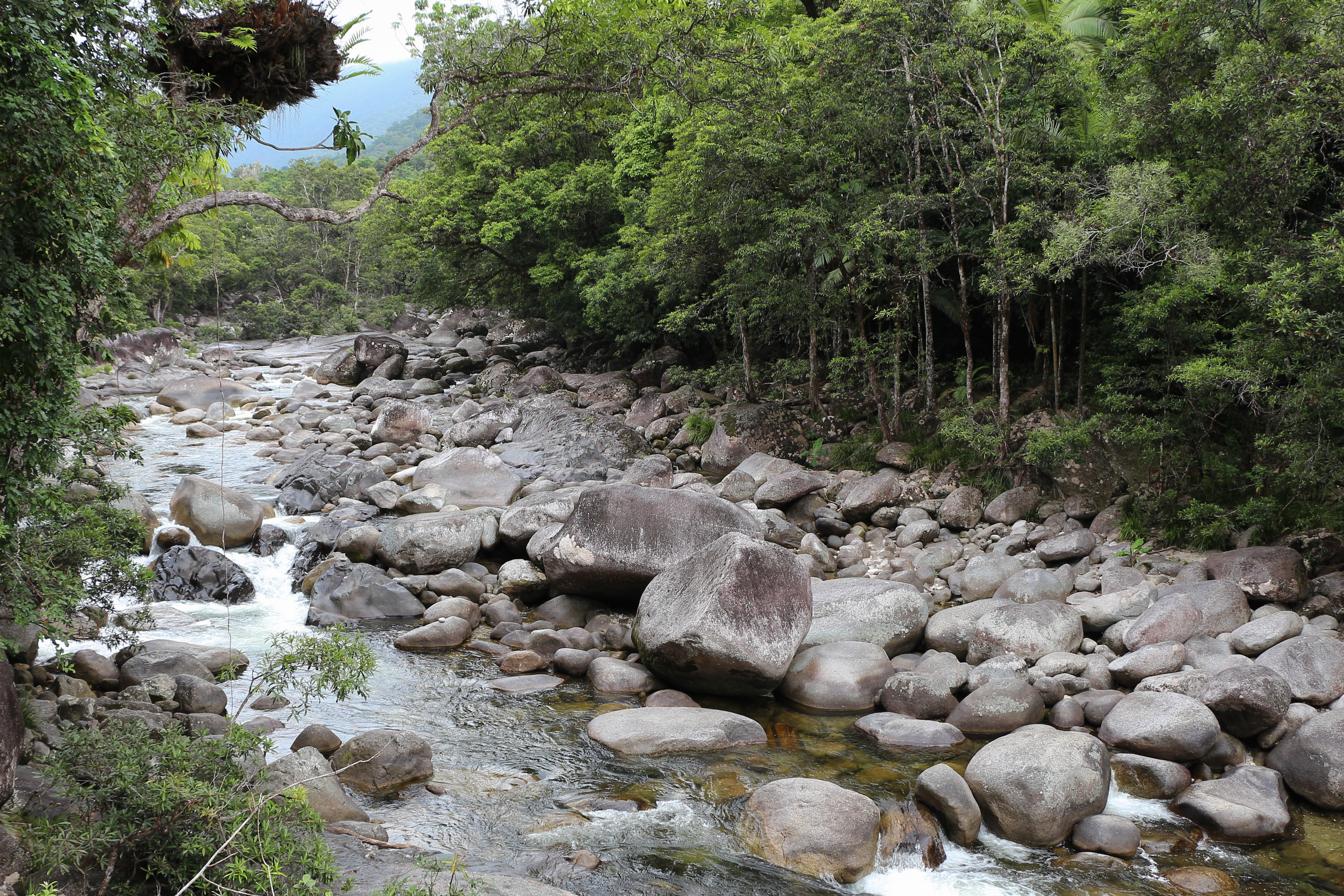
Rivière dans les gorges de Mossman.
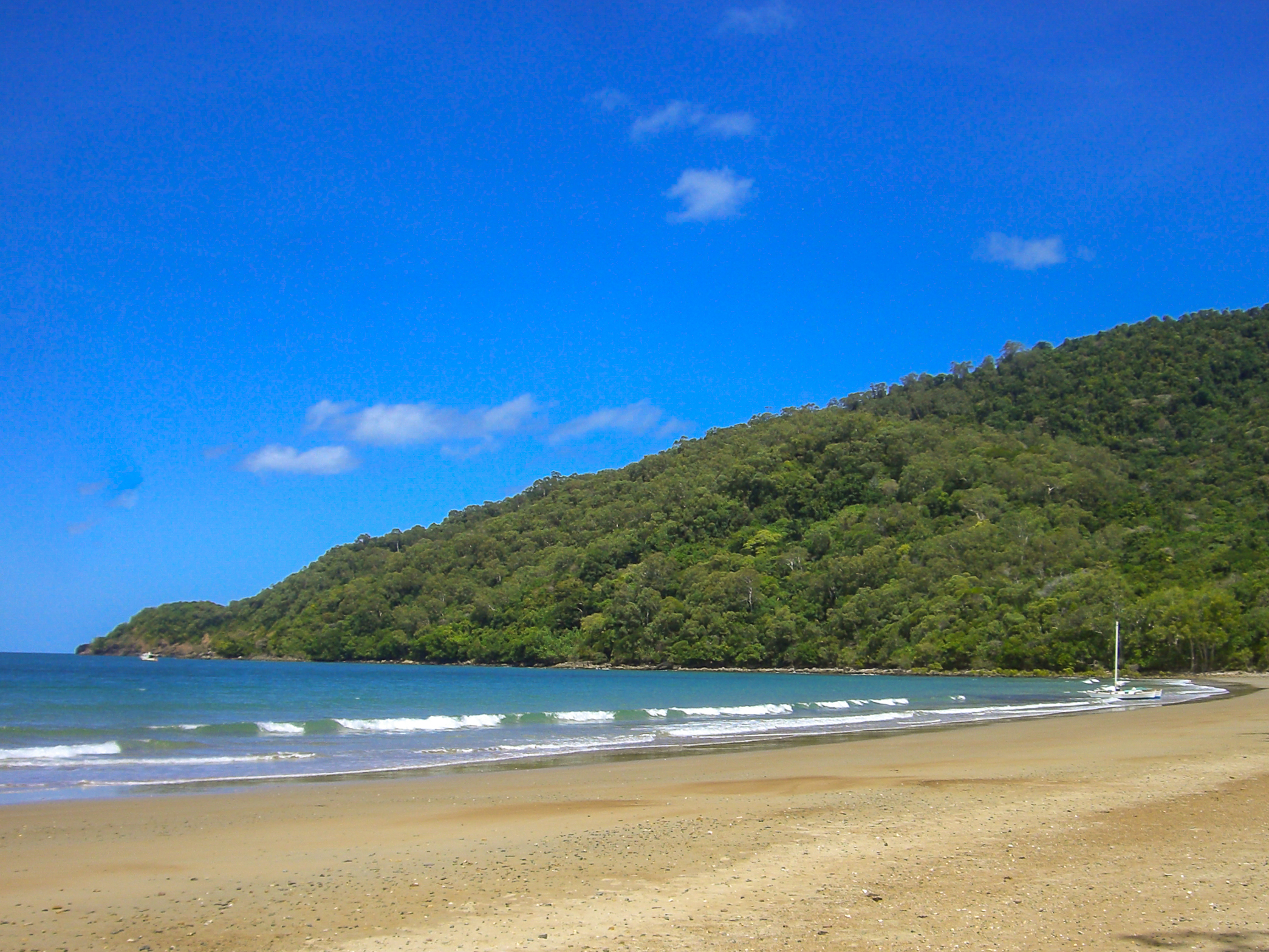
Plage dans le parc.
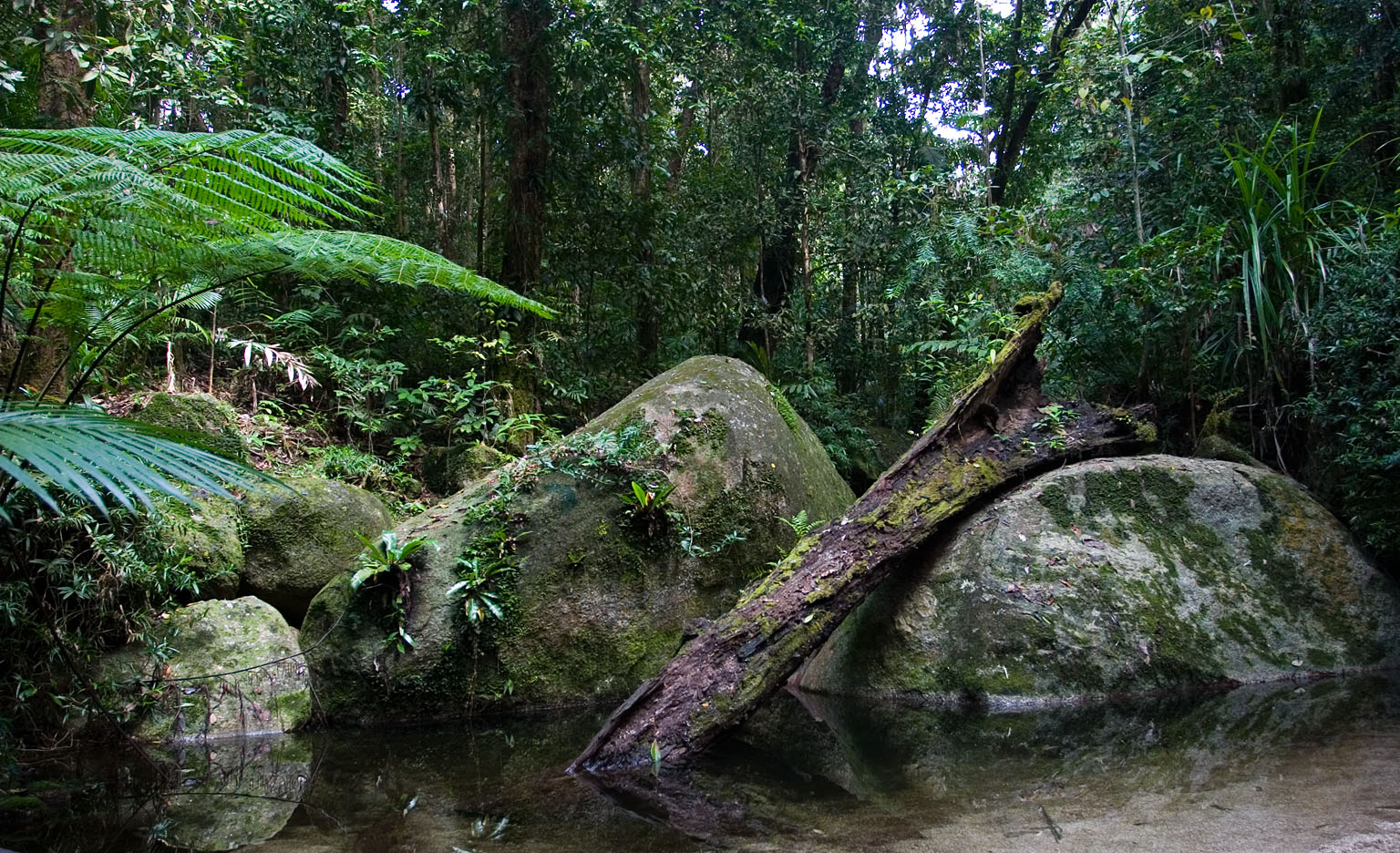
Forêt de Daintree.
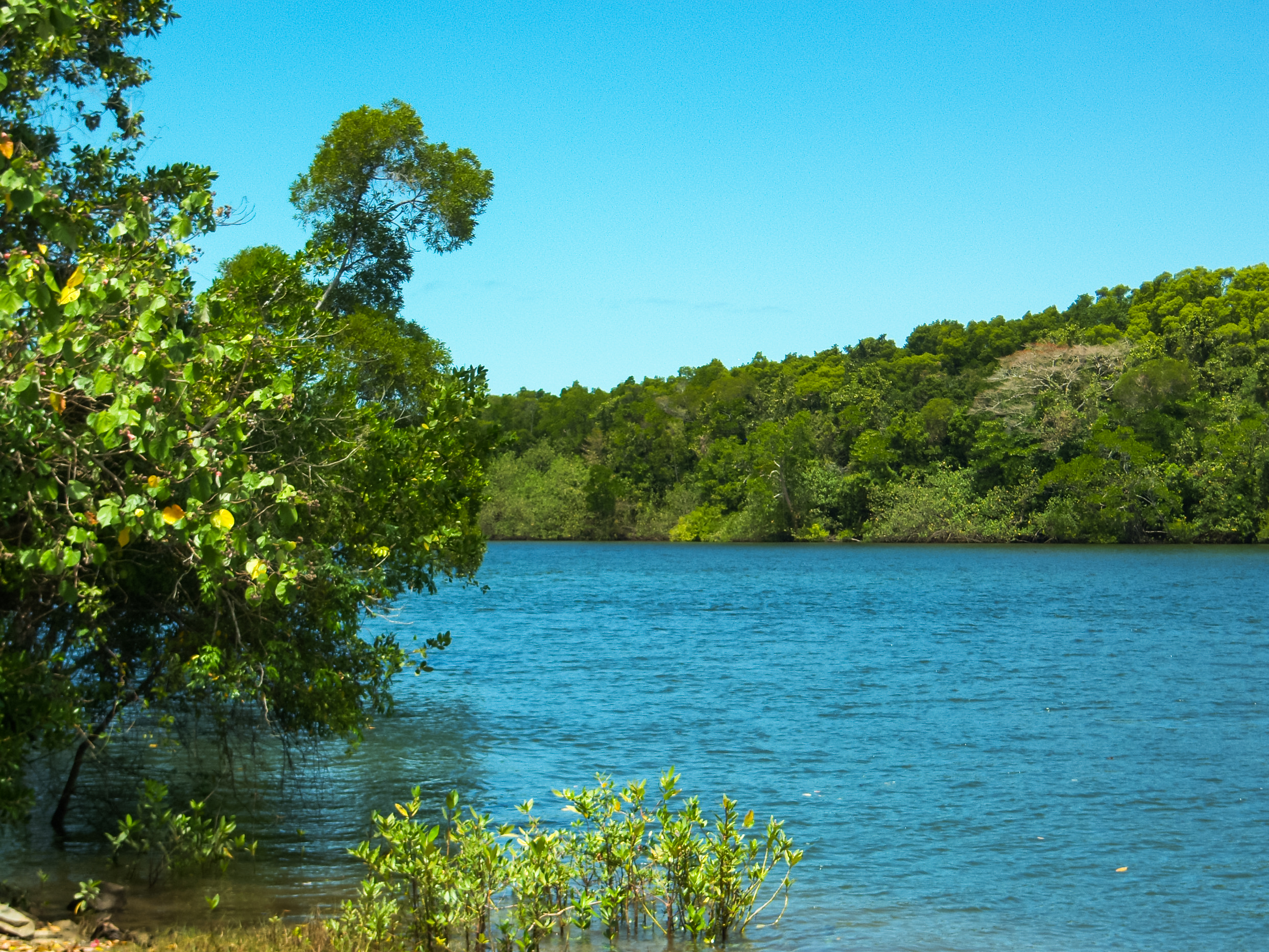
Daintree River.